# Municipio de Lower Paxton
El municipio de Lower Paxton (en inglés: Lower Paxton Township) es un municipio ubicado en el condado de Dauphin en el estado estadounidense de Pensilvania. En el año 2000 tenía una población de 44.424 habitantes y una densidad poblacional de 610.4 personas por km².

## Geografía
El municipio de Lower Paxton se encuentra ubicado en las coordenadas 40°20′00″N 76°47′59″O / 40.33333, -76.79972.

## Demografía
Según la Oficina del Censo en 2000 los ingresos medios por hogar en la localidad eran de $49,566 y los ingresos medios por familia eran de $61,017. Los hombres tenían unos ingresos medios de $41,147 frente a los $30,837 para las mujeres. La renta per cápita de la localidad era de $26,116. Alrededor del 4,1% de la población estaba por debajo del umbral de pobreza.